# Phillip Hughes
Phillip Joel Hughes (Macksville, 30 november 1988 – Sydney, 27 november 2014) was een Australisch cricketspeler. Hij kwam in het testcricket en in One Day Internationals uit voor het Australisch cricketelftal en in competities voor South Australia en Worcestershire.

## Loopbaan
Hughes was een linkshandige slagman die op 20-jarige leeftijd zijn debuut maakte in een testmatch. De jaren erna werd hij niet elke keer geselecteerd voor het Australische nationale team, maar bleef opvallen met zijn onorthodoxe techniek. Bij zijn debuut in een ODI-wedstrijd tegen Sri Lanka scoorde hij een century, wat nog nooit eerder een debuterende Australische slagman gelukt was.

## Overlijden
Op 25 november 2014 werd Hughes tijdens een wedstrijd om de Sheffield Shield op het Sydney Cricket Ground door een kort geworpen (en dus hoog opstuitende) bal geraakt. Dit veroorzaakte een dissectie van de wervelslagader wat leidde tot een subarachnoïdale bloeding. Hij werd naar het ziekenhuis gebracht maar overleed daar twee dagen later; drie dagen voor zijn zesentwintigste verjaardag.
Na de dood van Hughes werden meerdere wedstrijden afgelast of uitgesteld, of werd er uitgebreid bij stil gestaan. De premier van Australië, Tony Abbott, betuigde zijn medeleven en er was een actie waarbij cricketfans van over de hele wereld een foto van hun cricket bat op internet zetten. Het rugnummer van Hughes in Australische ODI-wedstrijden, 64, zal in de toekomst niet meer gebruikt worden. Toen Australië vier maanden na Hughes' dood het wereldkampioenschap cricket 2015 won, droeg captain Michael Clarke de wereldtitel op aan Phillip Hughes.

## Prijzen
- Beste speler van Sheffield Shield van het jaar 2008-2009
- Beste jonge cricketspeler van het jaar 2009 in Australië[5]
- Australische cricketspeler van het seizoen 2012-2013